# Pestalotiopsis triseta
Pestalotiopsis triseta är en svampart som först beskrevs av Moreau & V. Moreau, och fick sitt nu gällande namn av Steyaert 1949. Pestalotiopsis triseta ingår i släktet Pestalotiopsis och familjen Amphisphaeriaceae.   Inga underarter finns listade i Catalogue of Life.